# Белозёрово (Московская область)
Белозёрово — деревня в Одинцовском районе Московской области России. Входит в сельское поселение Никольское. Население — 14 чел. (2010). В деревне числятся 4 улицы и 7 садоводческих товариществ. До 2006 года Белозёрово входило в состав Шараповского сельского округа.

## География
Деревня расположена на юго-западе района, в 8 километрах к юго-западу от Звенигорода, на левом берегу реки Островня, высота центра над уровнем моря 181 м.

## История
Впервые в исторических документах деревня встречается в 1470 году, когда Саввино-Сторожевский монастырь получил её от звенигородского князя Андрея Васильевича Большого, в собственности которого находилась до секуляризационной реформы 1764 года. По Экономическим примечаниям 1800 года в деревне было 15 дворов, 41 душа мужского и 39 душ женского пола. На 1852 год в казённой деревне Белозёрово числилось 17 дворов, 75 душ мужского пола и 87 — женского, в 1890 году — 175 человек. По Всесоюзной переписи 17 декабря 1926 года числилось 41 хозяйство, 218 жителей и начальная школа, по переписи 1989 года — 26 хозяйств и 37 жителей.

## Население
| 2002 | 2006 | 2010 |
| ---- | ---- | ---- |
| 13   | →13  | ↗14  |